# فريدتجوف نانسن (فئة فرقاطة)
فرقاطات الفئة فريدتجوف نانسن «بالنروجية: فريتيوف نانسين» هي سفن السطح القتالية الرئيسية للبحرية الملكية النرويجية. وقد تم تسمية هذه الفئة وكذلك السفينة الأولى منها باسم المستكشف والعالم النرويجي الشهير فريتيوف نانسين. وقد أمرت البحرية الملكية النرويجية ببناء خمس سفن وتم تكليف شركة بناء السفن الإسبانية بازان (اسمها الحالي هو نافانتيا). واعتبارا من عام 2011، دخلت الفرقاطات الخمسة في الخدمة الفعلية. وبلغت تكلفة السفن الخمس 21 مليار كرونة (حوالي 2.5 مليار دولار أمريكي).

## تصميم
كان الهدف من بناء هذه الفئة من الفرقاطات هو أن تحل كبديل عن الفرقاطات المتقادمة من فئة أوسلو، مع التركيز بشكل أساسي على على مكافحة الغواصات ASW. ولكن وبنهاية المطاف، أدت الحاجة إلى دفاع جوي قوي فضلا عن إمكانية إدراج صواريخ  سطح-سطح  Naval Strike Missile والتي تنتجها الشركة النرويجية كونجسبرج للدفاع والطيران  Kongsberg Defence & Aerospace  إلى الميل نحوتصميم متعدد الأدوار. وقد أدى  اختيار Navantia كمقاول رئيسي إلى أن يأتي التصميم مشابه جدا لفرقاطة البحرية الأسبانية ألفارو دي بازان بما في ذلك دمج نظام ايجيس القتالي من لوكهيد مارتن.

## التحسينات
تضمنت الفرقاطات الجديدة تحسينات كبيرة بالمقارنة بأسلافها من فرقاطات الفئة أوسلو، ليس فقط من ناحية الحجم، ولكن أيضا في معايير الطاقم والقدرات والمعدات. وبالمقارنة مع السفن القديمة من فئة أوسلو، فإن السفن الجديدة أطول بمقدار 35 متراً، وأعلى بتسعة أمتار، وتزيد في العرض أيضاً بخمسة أمتار، كما أن إزاحتها تفوق ثلاثة أضعاف إزاحة أسلافها من فئة أوسلو . و هذا يحل واحدة من مشاكل الفرقاطات بفئة أوسلو: وهي عدم وجود مساحة كافية مما كان يسبب ضيق وانزعاج للطاقم. وتقوم فرقاطات فريدتجوف نانسن بتشغيل المروحيات إن إتش-90 بدور «الذراع» الطويلة لتزيد من قدرات الفرقاطات بمهام مكافحة الغواصات ASW وقتال سفن السطح ASuW.

## الأنشطة الحالية
في 26 فبراير 2009، قررت الحكومة النرويجية نشر فريدتجوف نانسن في خليج عدن، وبذلك شاركت في عملية أتالانتا، وهي حملة الاتحاد الأوروبي لمكافحة القرصنة في الصومال. وقد إنضمت فريدجوف نانسن إلى الحملة في أغسطس 2009. 

في نوفمبر / تشرين الثاني 2009، شاركت في معركة مع القراصنة المشتبه بهم بعد تعرضها للهجوم أثناء تفتيش سفينة صيد.

وفي ديسمبر 2013، أُرسلت الفرقاطة هيلجى إنجستاد HNoMS Helge Ingstad وسفينة الدعم الدنماركية HDMS Esbern Snare من الفئة أبسالون إلى ميناء اللاذقية السوري لمرافقة كل من سفينة الشحن «رو-رو» النرويجية Taiko، وسفينة الشحن الدانمركية Ark Futura المكلفتان بنقل الأسلحة الكيميائية السورية إلى إيطاليا حيث يتم تسليمهم إلى سفينة تابعة للبحرية الأمريكية لتدميرها في المياه الدولية.

## قائمة السفن
تم تسمية السفن بأسماء المستكشفين فريتيوف نانسين، و روال أموندسن، وأوتو سفيردروب، وهيلجى إنجستاد، و ثور هايردال.
| الرقم المتسلسل | إسم الفرقاطة    | تاريخ بدء البناء | تاريخ التدشين  | تاريخ دخول الخدمة | ملاحظات                                                                                |
| -------------- | --------------- | ---------------- | -------------- | ----------------- | -------------------------------------------------------------------------------------- |
| F310           | Fridtjof Nansen | 9 إبريل 2003     | 3 يونيو 2004   | 5 إبريل 2006      |                                                                                        |
| F311           | Roald Amundsen  | 3 يونيو 2004     | 25 مايو 2005   | 21 May 2007       |                                                                                        |
| F312           | Otto Sverdrup   | 25 مايو 2005     | 28 إبريل 2006  | 30 April 2008     |                                                                                        |
| F313           | Helge Ingstad   | 28 إبريل 2006    | 23 نوفمبر 2007 | 29 سبتمبر 2009    | خرجت من الخدمة بعد غرقها في 13 نوفمبر 2018، بسبب تصادم مع ناقلة بترول في 8 نوفمبر 2018 |
| F314           | Thor Heyerdahl  | 23 نوفمبر 2007   | 11 فبراير 2009 | 18 يناير 2011     |                                                                                        |

## حوادث
في الثامن من نوفمبر 2018 -وأثناء أثناء عودتها من تدريبات "Trident Junction" التي قام بها حلف الناتو- إصطدمت الفرقاطة Helge Ingstad بناقلة بترول، ونتج عن الحادث ثقب ضخم في هيكل الفرقاطة مما أدى لتدفق المياه إلى داخلها.

وتم إجلاء جميع الطاقم البالغ عددهم 137 ، وأصيب 7 منهم بجروح طفيفة.

وفي يوم الثلاثاء 13 نوفمبر 2018 تم الإعلان عن غرق الفرقاطة وخروجها من الخدمة.

## الصور

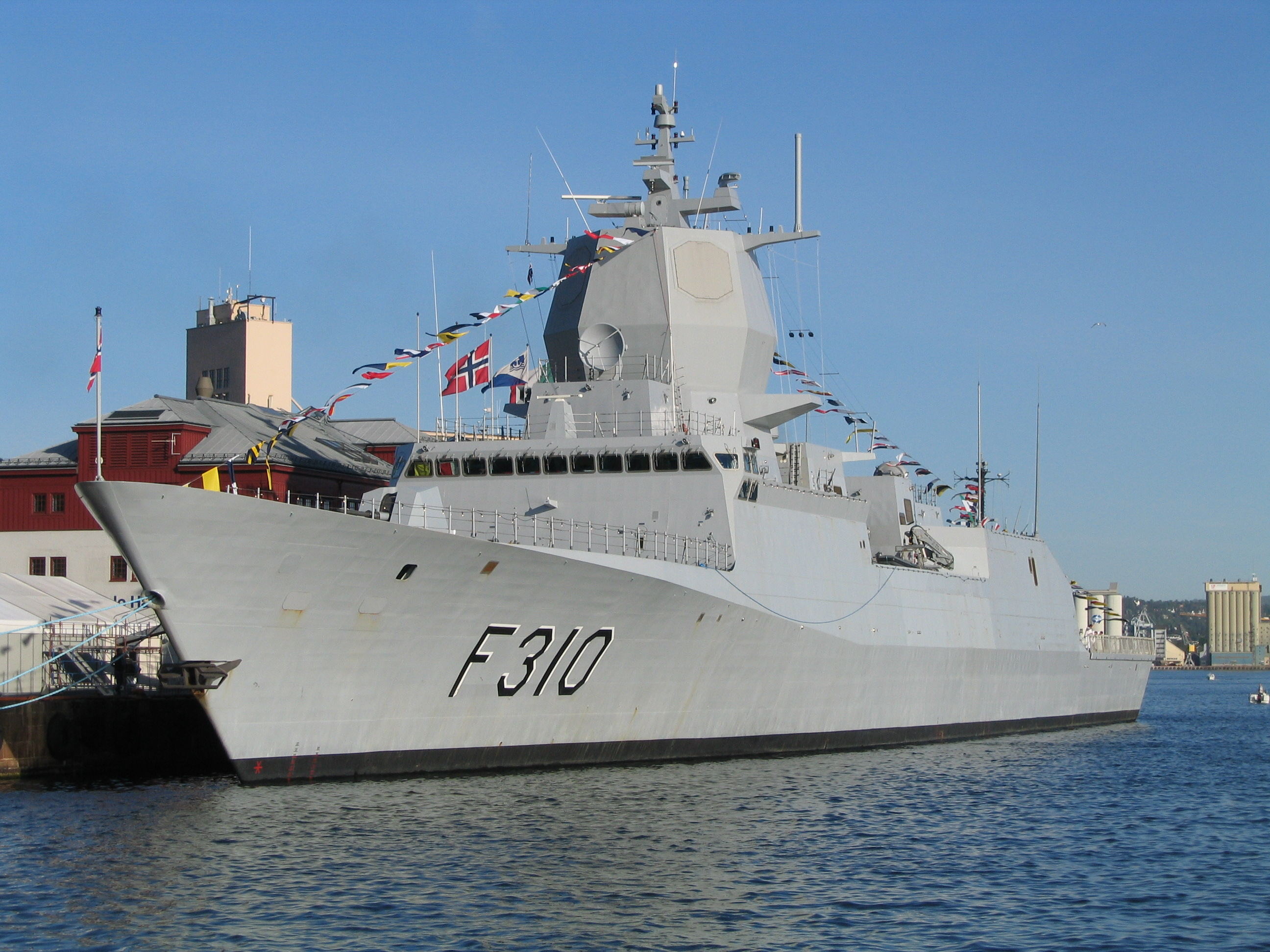
السفينة الأولى بالفئة فريدتجوف نانسن
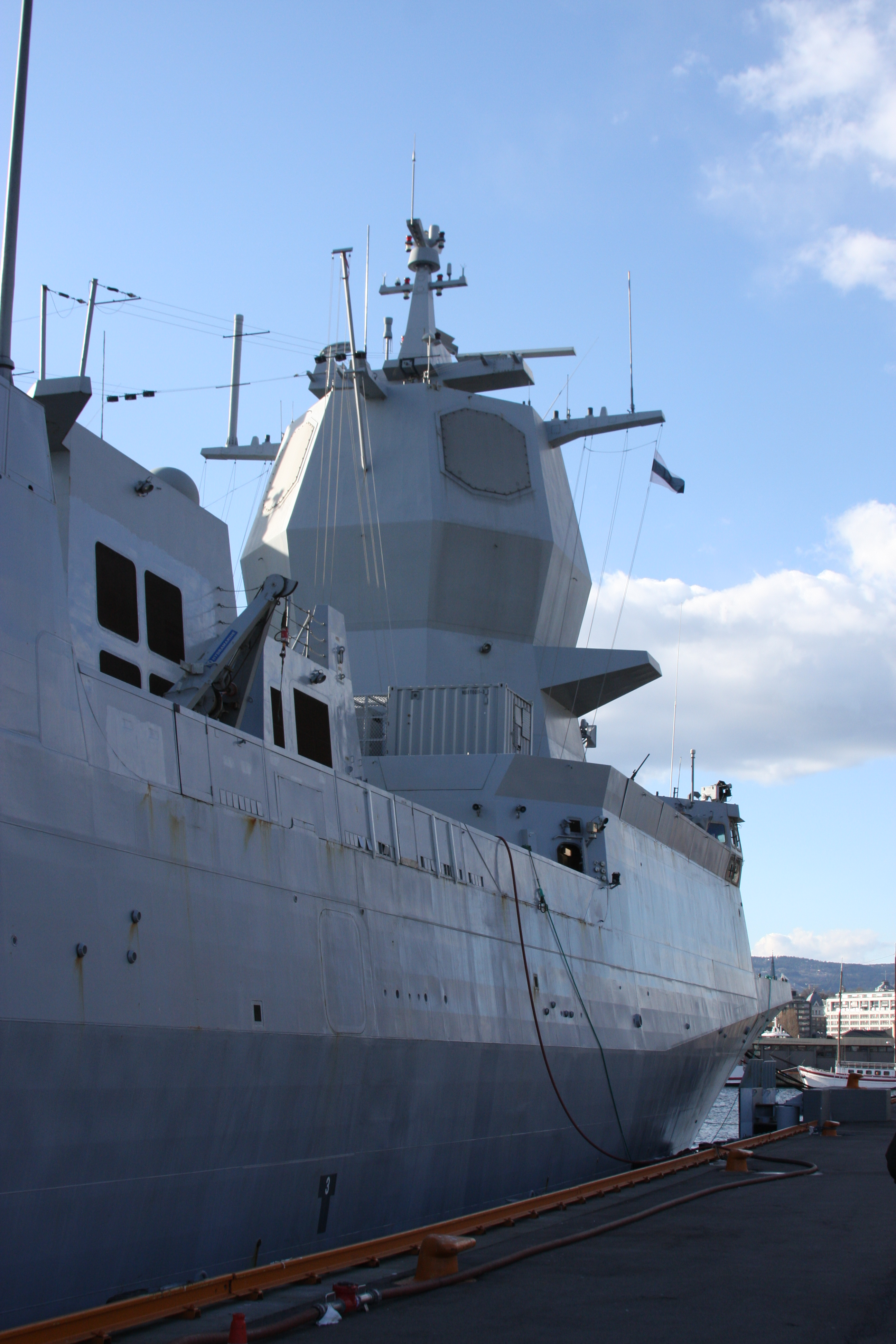
فريدتجوف نانسن (صورة من مسافة صغيرة)
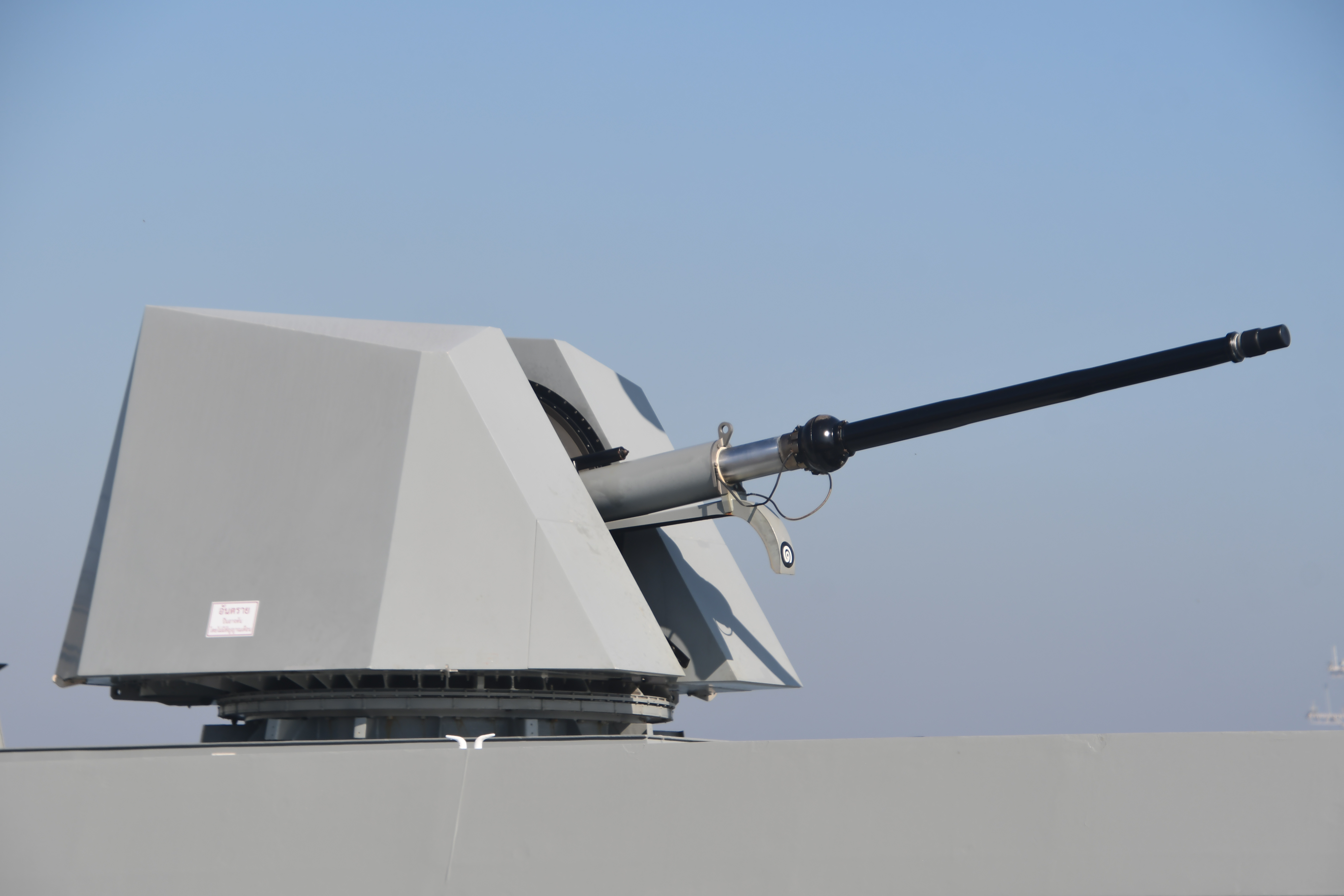
أوتو بريدا 76 ملم مع القبة الشبحية.
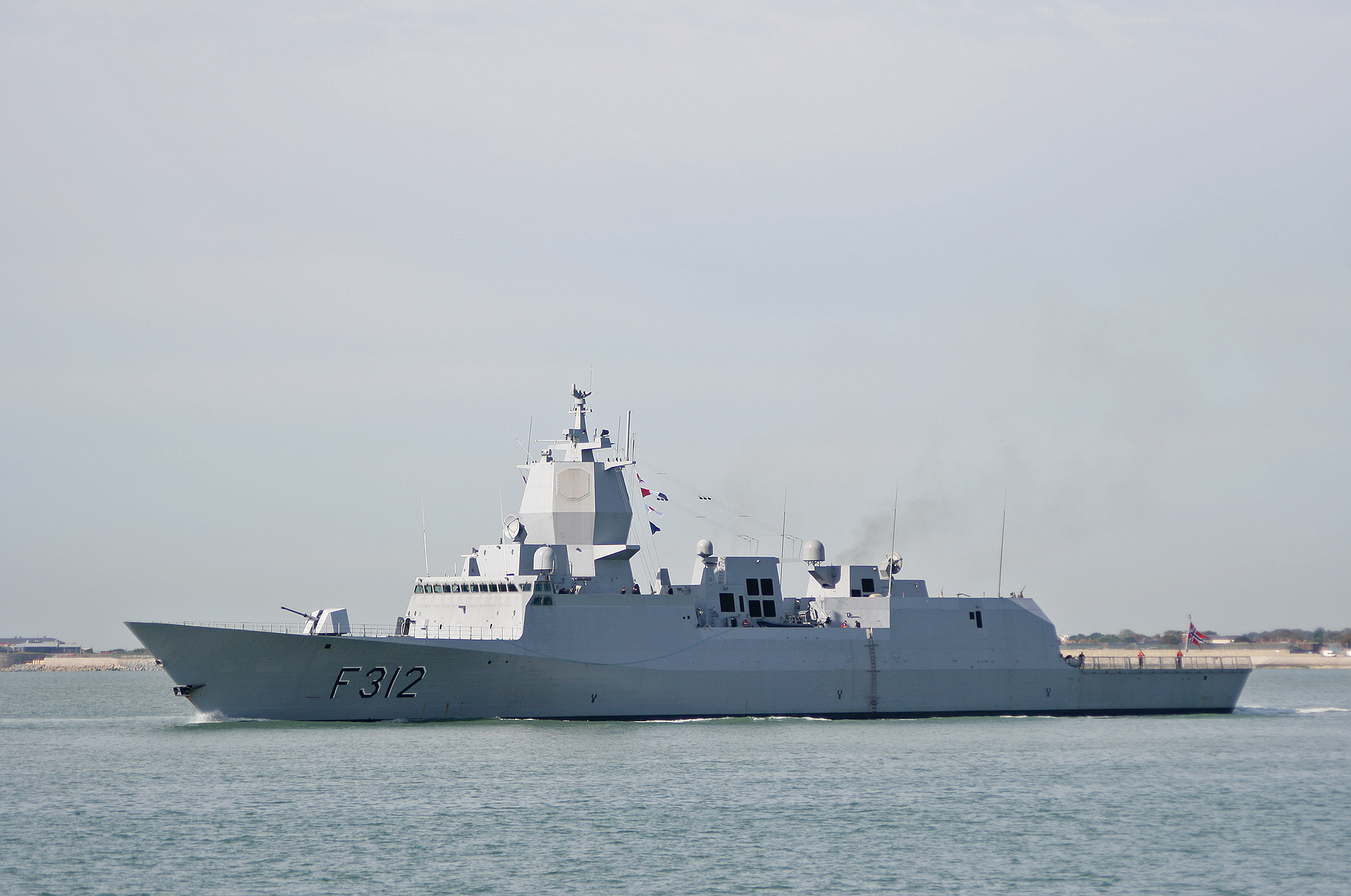
الفرقاطة Otto Sverdrup بورت سموث - المملكة المتحدة 2009
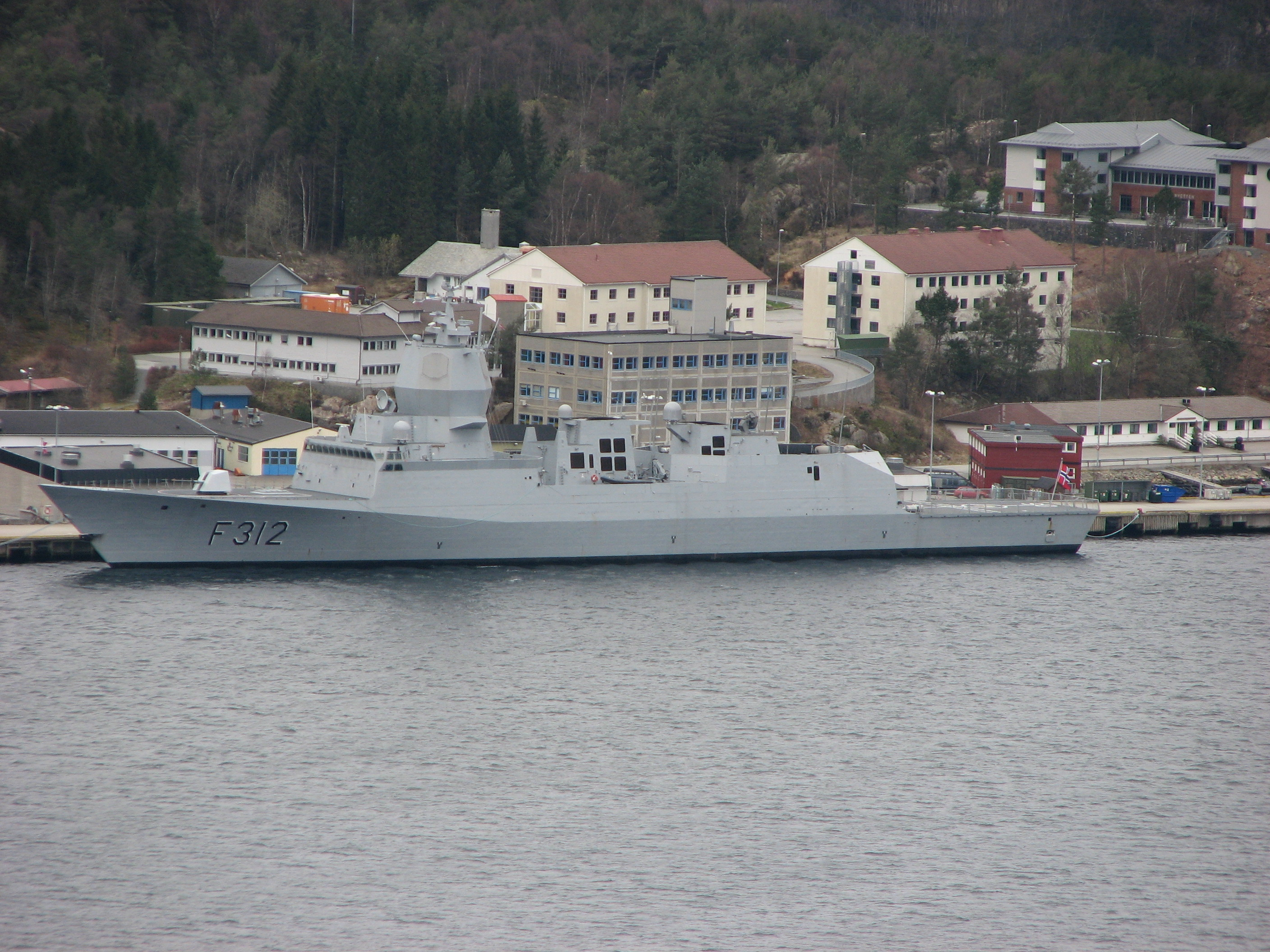
الفرقاطة Otto Sverdrup بالقاعدة البحرية - هاكونسفرن
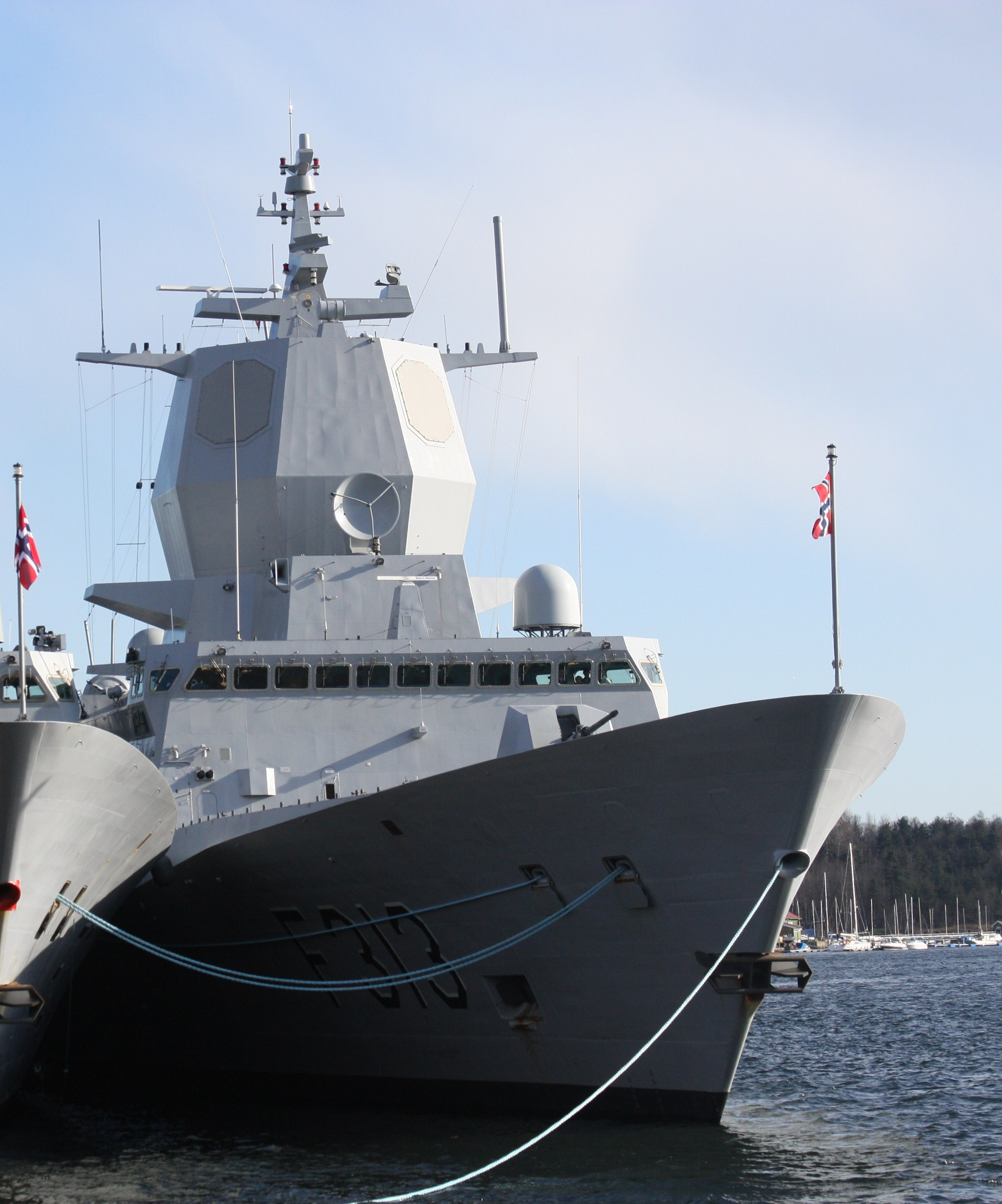
الفرقاطة Helge Ingstad